# Kortfotad guldstekel
Kortfotad guldstekel (Chrysis brevitarsis) är en stekelart som beskrevs av den svenska entomologen Carl Gustaf Thomson 1870. Kortfotad guldstekel ingår i släktet eldguldsteklar (Chrysis) och familjen guldsteklar (Chrysididae).

## Utseende
Kortfotad guldstekel mäter 7–10 mm. Den tillhör den taxonomiskt besvärliga Chrysis ignita-gruppen där flera arter är mycket svåra att skilja från varandra. Som flertalet arter inom gruppen har den metalliskt blågrönt huvud och mellankropp medan bakkroppen är metalliskt röd.

## Utbredning
Artens förekommer i Nord- och Centraleuropa men verkar vara mycket sällsynt över hela sitt utbredningsområdet.

### Förekomst i Sverige
Den känd genom två äldre fynd: ett odaterat från 1800-talet i Närke, och ett från Frescati i Uppland 1949. Från 1990-talet har tre fynd gjort inom ett relativt begränsat område i Mullsjö, i norra Ångermanland, men framförallt i   Ostnäsfjärden och Tuvan, i södra Västerbotten.

## Ekologi
Arten förekommer i skogsmark, främst i äldre lövskog. Kortfotad guldstekel lever som kleptoparasit på solitärgetingar av släktet Discoelius. Dessa getingar lägger sina bon i befintliga insektsgångar i murken ved, och stekelhonan tränger in och lägger sina ägg i boet. De kläckta larverna dödar sedan värddjurets ägg eller larver och lever av de infångade fjärilslarver som värddjuret provianterat med.

## Status och hot
Arten verkar vara mycket sällsynt över hela sitt utbredningsområdet. Enligt finländska rödlistan är arten starkt hotad i Finland och enligt svenska  är den nära hotad i Sverige. 